# ツーリッヒャー・ゲシュネッツェルテス

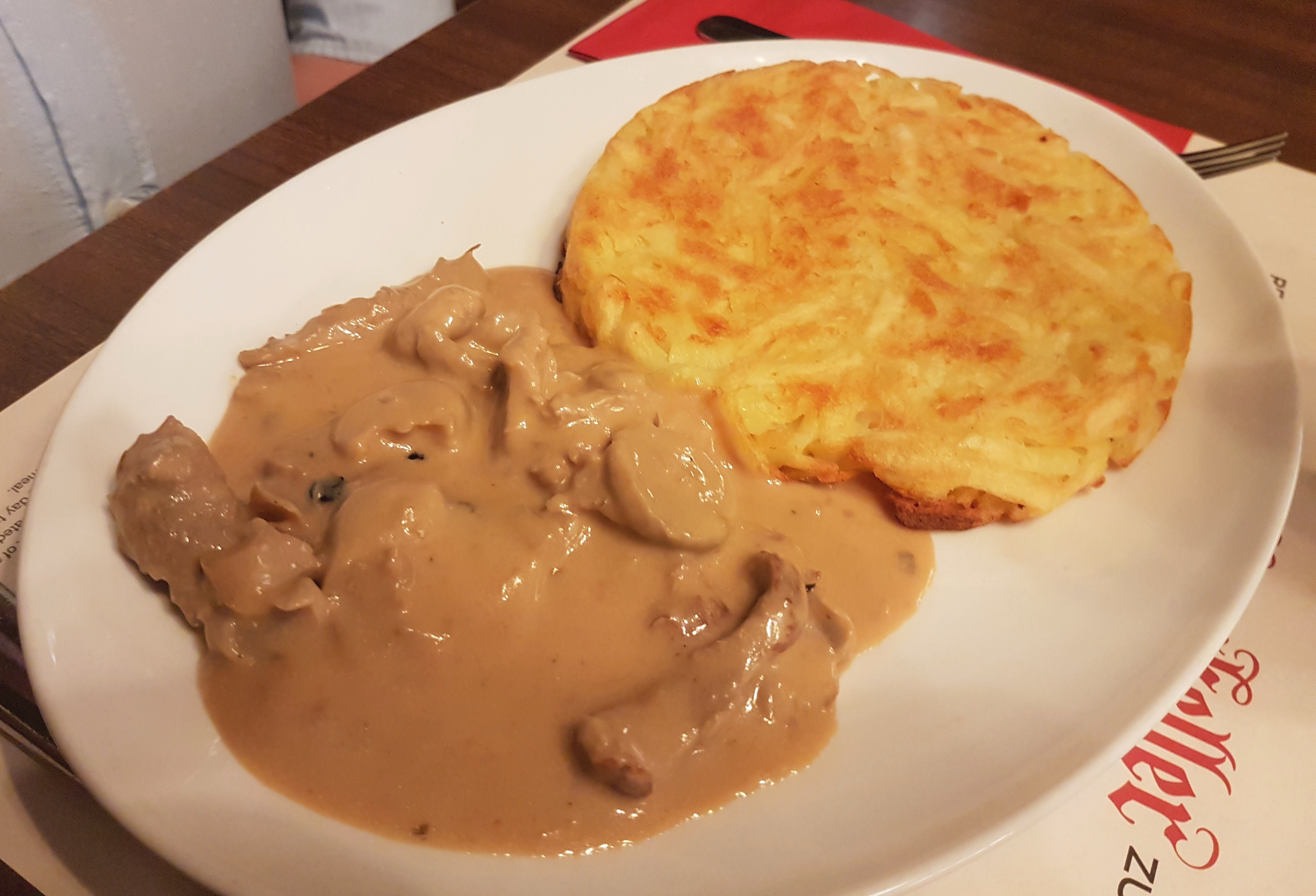
ツーリッヒャー・ゲシュネッツェルテスとレシュティ

ツーリッヒャー・ゲシュネッツェルテス（ドイツ語: Zürcher Geschnetzeltes）はスイス・チューリッヒの伝統料理。細切りにした牛肉のクリーム煮である。
スイスの牛肉料理は19世紀頃に山岳地方からはじまったが、それらをアレンジして出来上がった料理である。
料理本に「ツーリッヒャー・ゲシュネッツェルテス」として登場したのは1947年といわれているが、そのレシピは薄切り肉を生クリーム、白ワインで煮込んだものであった。
その後、さまざまなバリエーションが作られ、現在ではモツを使ったり、ソテーしたキノコやタマネギを入れるスタイルが定番となっている。
基本的な付け合わせはレシュティであるが、パスタやライスを添えることもある。